# Коробешко, Мирон Андреевич
Мирон Андреевич Коробешко (1917—1964) — старшина Советской Армии, участник Великой Отечественной войны, Герой Советского Союза (1945).

## Биография
Мирон Коробешко родился в 1917 году в деревне Кресты (ныне — Куньинский район Псковской области). После окончания семи классов школы работал на льнозаводе. В 1938 году Коробешко был призван на службу в Рабоче-крестьянскую Красную Армию. С 1941 года — на фронтах Великой Отечественной войны. В начале 1942 года был ранен. Участвовал в Сталинградской и Курской битвах. К февралю 1945 года гвардии старшина Мирон Коробешко был старшиной батареи 280-го гвардейского истребительно-противотанкового артиллерийского полка 3-й гвардейской отдельной истребительно-противотанковой бригады 2-й гвардейской танковой армии 1-го Белорусского фронта. Отличился во время освобождения Польши.
16 февраля 1945 года Коробешко участвовал в отражении контратаки противника в районе населённого пункта Дамнитц в 10 километрах к юго-востоку от города Штаргард. Заняв огневую позицию на сельской колокольне, он вёл пулемётный огонь по пехоте противника, отсекая её от танков. Вечером того же дня вместе с другим бойцов Коробешко во время вылазки уничтожил несколько солдат противника и захватил «языка». 17 февраля немецкие войска вновь атаковали позиции батареи и окружили её. Расчёт Коробешко держал круговую оборону. В том бою погиб весь расчёт, а сам Коробешко получил два ранения, но продолжал вести огонь в одиночку, подбив 5 танков.
Указом Президиума Верховного Совета СССР от 31 мая 1945 года за «образцовое выполнение заданий командования и проявленные мужество и героизм в боях с немецкими захватчиками» гвардии старшина Мирон Коробешко был удостоен высокого звания Героя Советского Союза с вручением ордена Ленина и медали «Золотая Звезда» за номером 6771.
В 1946 году Коробешко был демобилизован. Вернулся в родное село, работал на льнозаводе сначала главным инженером, затем директором. Скончался 2 сентября 1964 года, похоронен в деревне Паньково Куньинского района.
Был также награждён орденом Красной Звезды и рядом медалей.